# Hataouilou
Hataouilou ist ein Berg im Westen der Insel Anjouan im Inselstaat Komoren.

## Geographie
Der Berg liegt auf dem westlichen Ausläufer der Insel oberhalb der Ortschaften Salamani und Vassy. Er gehört zum Bergkamm des Dzindzanoni-Bajoni-Rückens. Östlich des Gipfels liegt das Hochtal Zikéléni und im Norden verläuft der Pass Col de Pochélé.
Quellflüsse von Vassi, Padzani und Agogo entspringen in seiner Südflanke.